# Roane County, Tennessee
Roane County är ett administrativt område i delstaten Tennessee, USA, med 54 181 invånare. Den administrativa huvudorten (county seat) är Kingston. Countyt har fått sitt namn efter politikern Archibald Roane.

## Geografi
Enligt United States Census Bureau har countyt en total area på 1 023 km². 935 km² av den arean är land och 88 km² är vatten. 

### Angränsande countyn
- Morgan County - norr
- Anderson County - nordost
- Knox County - öst
- Loudon County - sydost
- McMinn County - söder
- Meigs County och Rhea County - sydväst
- Cumberland County - väst